# C2 Pictures
C2 Pictures egy 1998-ben alapított filmes vállalat. Az 1998-ban becsődölt Cinergi Pictures tulajdonosa, Andrew G. Vajna és Mario Kassar alapította. Ők ketten voltak a tulajdonosai 1976 és 1998 között működött Carolco Pictures-nek. A vállalat neve, a C2, a két "C"-betűvel kezdődő cégre utal (Carolco, Cinergi). Az első filmjük az Én a kém volt, de Vajna és Kassar fő célja a Terminátor-franchise feltámasztása. 2008-ban a cég csődeljárás alá került és megszűnt.

## Filmográfia
- Én a kém (2002) (társ-produkcióban a Columbia Pictures-szel)
- Terminátor 3. – A gépek lázadása[3] (2003) (társ-produkcióban a Intermedia Films-szel) (forgalmazó Warner Bros. (USA-ban) és Columbia Pictures USA-n kívül)
- Terminator 3: Rise of the Machines (videójáték) (2003) (Atari)
- Terminator 3: Redemption (videójáték) (2004) (Atari)
- Elemi ösztön 2. (2006) (társ-produkcióban a Metro-Goldwyn-Mayer-rel és az Intermedia Films-szel) (forgalmazó MGM (USA-ban) és C2 Pictures USA-n kívül)
- Terminátor – Sarah Connor krónikái (tv-sorozat) (2008) (társ-produkcióban a Bartleby Co.-val és Warner Bros. Television-nal; csak az első évad)

## Lásd még
- Carolco Pictures
- Cinergi Pictures

## Fordítás
- Ez a szócikk részben vagy egészben  a   C2 Pictures című angol Wikipédia-szócikk fordításán alapul.  Az eredeti cikk szerkesztőit annak laptörténete sorolja fel. Ez a jelzés csupán a megfogalmazás eredetét és a szerzői jogokat jelzi, nem szolgál a cikkben szereplő információk forrásmegjelöléseként.